# Блотно (Старгардський повіт)
Блотно (пол. Błotno, нім. Jakobsdorf) — село в Польщі, у гміні Добжани Старгардського повіту Західнопоморського воєводства.
Населення — 229 осіб (2011).
У 1975-1998 роках село належало до Щецинського воєводства.

## Демографія
Демографічна структура станом на 31 березня 2011 року:
|          | Загалом | Допрацездатний вік | Працездатний вік | Постпрацездатний вік |
| -------- | ------- | ------------------ | ---------------- | -------------------- |
| Чоловіки | 110     | 26                 | 70               | 14                   |
| Жінки    | 119     | 31                 | 67               | 21                   |
| Разом    | 229     | 57                 | 137              | 35                   |